# Elaphoglossum seminudum
Elaphoglossum seminudum är en träjonväxtart som beskrevs av John T. Mickel. Elaphoglossum seminudum ingår i släktet Elaphoglossum och familjen Dryopteridaceae. Inga underarter finns listade.